# Roots Manuva
Roots Manuva, właściwie Rodney Smith (ur. 1972 w Londynie) – brytyjski raper związany z wytwórnią Ninja Tune.

## Dyskografia
- Brand New Second Hand (23 maja 1999; Big Dada)
- Run Come Save Me (18 września 2001; Big Dada)
- Dub Come Save Me (8 lipca 2002; Big Dada)
- Badmeaningood Vol.2 (7 listopada 2002; Big Dada)
- Awfully Deep (31 stycznia 2005; Big Dada)
- Back To Mine: Roots Manuva (24 października 2005; Big Dada)
- Alternately Deep (13 marca 2006; Big Dada)
- Slime & Reason (25 sierpnia 2008; Big Dada)
- Duppy Writer (6 września 2010, z Wrongtomem; Big Dada)
- 4everolution (3 października 2011; Big Dada)
- Bleeds (30 października 2015; Big Dada)